# ميشال مييازوا
ميشال مييازَوا (باليابانية: 宮澤 ミッシェル) (مواليد 14 يوليو 1963)، هو لاعب كرة قدم ياباني سابق كان يلعب كمدافع.

## وصلات خارجية
- ميشال مييازوا على موقع رابطة كرة القدم اليابانية للمحترفين (اليابانية)
- ميشال مييازوا على موقع عالم كرة القدم.نت (الإنجليزية)